# Manoir de la Guérais
Le manoir de la Guérais est un édifice situé à Beaussais-sur-Mer, en France.

## Localisation
Le manoir est situé sur le territoire de la commune de Beaussais-sur-Mer, dans le département des Côtes-d'Armor, en région Bretagne.

## Description
Le manoir de la Guérais comprend un logis à double orientation et des parties agricoles édifiés en moellons de granite et schiste laissés apparents. Couvert d'un toit en croupe à égout retroussé, flanqué à droite d'une aile de plan massé de même hauteur, ce logis de plan rectangulaire est composé d'un rez-de-chaussée à deux pièces avec cage d'escalier centrale et d'un étage carré. La façade antérieure présente trois travées irrégulières, la travée de gauche étant décalée par rapport aux deux travées de droite. L'aile latérale est couverte d'un toit en pavillon. Les façades antérieure et postérieure du logis sont percées de deux oeil-de-boeuf placés de part et d'autre de la travée recevant l'entrée.

## Historique
Manoir du XVIIe siècle relevant, selon le vicomte Henri Frotier de La Messelière " de Lamballe, en juveigneurie du Plessis-Balisson, avec moyenne et basse justice et prééminences d'église en Ploubalay et Lancieux ", ayant appartenu, selon la même source, " aux famillles Le Begazou (XVIe et XVIIIe siècles), du Breil du Rays (acquêt 1706), Chrestien de Treveneuc (XVIIIe siècle) et Besnard (XVIIIe siècle) ".
Le manoir est inscrit à l'inventaire général du patrimoine culturel.